# Гален Рапп
Гален Рупп  (англ. Galen Rupp, 8 травня 1986) — американський легкоатлет, олімпійський медаліст.

## Виступи на Олімпіадах
| Олімпіада           | Дисципліна           | Місце |
| ------------------- | -------------------- | ----- |
| Пекін 2008          | біг на 10 000 метрів | 13    |
| Лондон 2012         | біг на 5000 метрів   | 7     |
| Лондон 2012         | біг на 10 000 метрів | 2     |
| Ріо-де-Жанейро 2016 | біг на 10 000 метрів | 5     |
| Ріо-де-Жанейро 2016 | марафон              | 3     |